# Elizabeth Montfort
Elizabeth Montfort (ur. 29 czerwca 1954 w Nantes) – francuska prawnik i polityk, posłanka do Parlamentu Europejskiego V kadencji.

## Życiorys
Studiowała historię i filozofię, uzyskała magisterium z prawa. Była radną miejską i wiceprzewodniczącą rady regionalnej w Owernii.
W wyborach w 1999 z ramienia listy wyborczej organizowanej przez Ruch dla Francji i RPF (jako działaczka pierwszego z tych ugrupowań) uzyskała mandat posłanki do Parlamentu Europejskiego V kadencji. Początkowo była członkinią frakcji Unii na rzecz Europy Narodów, w 2003 przeszła do grupy chadeckiej. Pracowała głównie w Komisji Przemysłu, Handlu Zewnętrznego, Badań Naukowych i Energii. W PE zasiadała do 2004.
Przed końcem kadencji Europarlamentu przystąpiła do Unii na rzecz Ruchu Ludowego. Również w 2004 została wiceprezesem Konwentu Chrześcijan dla Europy i prezesem tej organizacji we Francji. W tym samym roku ponownie wybrana do rady regionalnej (na okres do 2010). Uzyskiwała również reelekcję na kolejne kadencje do rady miejskiej w Riom. Działa w różnych organizacjach społecznych w tym kobiecych.